# Эскалон, Педро Хосе
Педро Хосе Эскалон (исп. Pedro José Escalón; 25 марта 1847, Санта-Ана, Сальвадор — 6 сентября 1923, там же) — сальвадорский военный и государственный деятель, президент Сальвадора (1903—1907).

## Биография
Родился в семьей кофейных плантаторов из департамента Санта-Ана. Его брат тоже выбрал карьеру военного, став генералом.
В 1865 году он женился на Елене Родригес (умерла 3 декабря 1921 г.), у них было трое детей: Долорес, Фредерик и Педро.
В начале апреля 1885 года, в ходе Войны Барриоса за воссоединение, участвовал в сражении при Чальчуапе.
Его предшественник, Томас Регаладо, расценивал его как политическую фигуру, которую легко контролировать, и сделал его своим преемником, поддержав на выборах 1903 г. В 1899 г. он начал войну против Гватемалы и поддерживал противников президента Мануэля Эстрады Карреры. В июне 1906 г. вспыхнул новый вооруженный конфликт с Гватемалой, войска Сальвадора вторглись в эту страну под командованием Томаса Реголадо. Однако 11 июня он был убит, а через десть дней Сальвадор вывел свои войска с гватемальский территории. В октябре 1906 г. главами обоих государств был подписан межгосударственный договор о мире и торговле.
В период правления Эскалона правительство Сальвадора уплатило претензии со стороны арбитражного решения за порт Эль-Триунфо получившими название Asunto Burrell, сумма которых составила около полумиллиона золотых песо. Также была открыта Школа торговли и финансов, ныне входящая в состав Центрального национального института и началась реконструкция Национального дворца и строительство Национального театра,. Развивалось электрическое уличное освещение.
В конце 1906 г. его брат Птенциано Эскалон при поддержке никарагуанского президента Хосе Сантоса Селайи попытался свергнуть президента. В 1907 г. заговорщики были раскрыты и схвачены.
Последние годы жизни он провел в своем имении в Санта-Ане.